# Stürnitze
Die Stürnitze war eine Volumeneinheit und  sächsisches Honigmaß. Das Wort Stürnitze ist vom slawischen styrnace abgeleitet, bedeutet russisch „vierzehn“ und weist auf das Verhältnis zum Fuder hin. Gleichwertige Begriffe sind Sternize, Sturnace, Stärnitze und Sturnitze. Das Maß wurde schon in einer Urkunde von 1288 erwähnt.
- 14 Stürnitze = ½ Fuder

Das Maß schwankte zwischen 28,05 und 29,94 Liter. 
- 1 Hose/Höschen = 2 Stürnitze